# Saccolaimus flaviventris
Saccolaimus flaviventris é uma espécie de morcego da família Emballonuridae. Pode ser encontrada na Austrália e Papua-Nova Guiné.